# Aboubakary Koita
Aboubakary Koita (Pikine, Senegal, 20 de septiembre de 1998) es un futbolista de Mauritania que juega en la posición de delantero con el AEK Atenas F. C. de la Superliga de Grecia.

## Selección nacional
Koïta nació en Senegal de padre mauritano-malí y madre senegalesa, y cuando era niño se mudó a Bélgica. En octubre de 2023 decide representar a Mauritania, con quien tuvo su debut oficial el 15 de noviembre de 2023 en la derrota por 0-2 ante República Democrática del Congo por la clasificación para la Copa Mundial de Fútbol de 2026.
En diciembre de 2023 fue convocado por el entrenador Amir Abdou para jugar en la Copa Africana de Naciones 2023, donde anotó un gol en la derrota por 2-3 ante Angola en Bouaké.

## Clubes
| Club                      | País    | Año       |
| ------------------------- | ------- | --------- |
| ASV Geel                  | Bélgica | 2016-2017 |
| K. A. A. Gante            | Bélgica | 2017-2019 |
| → K. V. Kortrijk (cedido) | Bélgica | 2019      |
| Waasland-Beveren          | Bélgica | 2019-2021 |
| Sint-Truidense            | Bélgica | 2021-2024 |
| AEK Atenas F. C.          | Grecia  | 2024-     |